# Gracarjev turn
Gracarjev turn je grad, ki stoji na Dolenjskem v vasi Hrastje v Občini Šentjernej.

## Zgodovina
V virih iz srednjega veka se ne omenja, čeprav Valvasor omenja, da je že leta 1311 stal stolpast grad. Tega so sezidali Grätzerji iz bližnjega Gradca, od tu izhaja tudi ime gradu in je bil v njihovi posesti do leta 1545. Prva znana lastnika gradu sta viteza Herwarth in Meinhard von Graez, omenjena leta 1328. Nato so ga imeli različni posestniki, leta 1821 ga je kupil Anton Rudež. Ta je v gradu pogosto gostil pisatelja Janeza Trdino, ki je tu napisal nekatera svoja dela, med drugim Bajke in povesti o Gorjancih. Leta 1923 je z ženitvijo postal njegov lasnik Herbert Schoeppl. Med drugo svetovno vojno so grad leta 1942 požgali slovenski partizani, a je bil leta 1952 za silo popravljen. Grad je v klavrnem stanju, z za silo obnovljeno streho in še vedno v lasti Herbertovih vnukinj, Vesne in Mojce, ki živita v Belgiji.
Večnadstropni stanovanjski stolp predstavlja jedro in je najstarejši del gradu. Vpet je v štirikrilno grajsko stavbo z dvema mogočnima, oglatima stolpoma. Stolp je bil utrjen že v 14. stol. in nato še leta 1537. Zadnje predelave je doživel po letu 1821.

## Galerija
- Vhod
- Stolp z uro (nad vhodom)
- Stolp
- Stolp
- Gospodarsko poslopje